# 州際公路系統
州際公路系統（英語：Interstate Highway System），正式名稱為艾森豪全國州際及國防公路系統 （Dwight D. Eisenhower National System of Interstate and Defense Highways），是美國公路系統的一部分，大多屬高速公路，全線至少四線行車。其標誌為藍底盾形，白字書寫公路编號。整個系統自1956年開始興建，覆蓋了美國本土，在夏威夷、阿拉斯加州和波多黎各也有属于这个系统的公路。至2013年總長度為47,856英里（77,017）。夏威夷州的系統（只有歐胡島有）則獨立命名。州際公路的速限依地區不同，在大城市附近原則上是每小時55英里（89），郊區一般在每小時65英里（105）－80英里（129）。
1916年通过的联邦公路资助法使得美国联邦政府首次参加资助公路建设，通过1921年的联邦远程公路资助法美国联邦政府开始建筑国家公路网。1926年美國國道系统设立，这是美国第一个设有号码的跨国公路系统。美国国道的公路依然是各个州资助建造和维护的，它们缺乏全国一致性的道路设计。这些公路里有双股道的乡村道路，也有多股道的高速公路。1953年德怀特·艾森豪威尔当任美国总统后他的政府计划建设一个跨州际公路系统，这个计划最后成为1956年通过的联邦公路资助法。与美国国道不同的是州际公路系统完全被设计为美国全国统一的高速公路，拥有全国一致的建筑和标志。一些老的高速公路被结合到州际公路系统中，但是大多数州际公路是全新建造的，它的修建大大地扩大了美国高速公路网络。尤其在建筑密集的城市地区这些新高速公路往往被争议，因为它们的建筑意味着许多老的、完善的市区要被拆除。在1960和1970年代里这导致众多高速公路动乱，因此一些本来已经计划的州际公路被放弃没有建造，或者设计被改变使得它们避免通过市中心地区。虽然一些公路最后建成的结果与1956年计划的不同，还有一些段落不完全符合联邦标准，1992年州际公路系统的原计划被宣告完工。联邦政府继续资助新的公路建造，因此州际公路系统将在将来也不断扩展。
虽然大多数州际公路是联邦政府出钱建造的，它们各自所在的州是它们的拥有者。所有州际公路必须达到特殊标准，比如有高速公路的导入和导出道、在相对方向运行的道股之间要有分隔带或障碍、在路的两侧有路肩、避免交叉路口、没有交通號誌和使用联邦交通標誌。州际公路拥有专门的编号方法，主干线的号码是一位或两位数字的，从主干线上分离出来的短公路拥有3个数字的号码，其最后的两个数字与它们分出来的主干线的号码相同。
州際公路的修築通常受到聯邦政府補助，但其興建、所有權和管理維護均由各州政府負責。曾经唯一例外是橫跨波托馬克河，連接維吉尼亞州亞歷山大獨立市和馬里蘭州喬治王子郡的威爾遜總統紀念橋由聯邦政府所有及运营，直到该桥重建完成后被移交给弗吉尼亚州和马里兰州运输部共同管理。州際公路系統經過美國絕大多數主要城市，和其他工業化國家不同的是，大城市的市區幾乎都有州際公路經過，這是二次大戰後城市向外不規則延伸的結果。整个州际公路的建筑成本为1,140亿美元。州际公路的部分修建经费来自公路信托基金，它的钱则来自联邦燃油稅。一开始联邦法禁止在州际公路上收费，但是有些州际公路段落还是要收费的，有些是因为州际公路把过去的收费公路吸收到它的体系内，有些则因为后来的立法允许州际公路在特殊情况下收费。
2020年的数据显示在美国公路上车辆行驶总里程的1/4是在州际公路系统上行驶的。所有州际公路的总长度为78,465千米。

## 歷史

### 计划

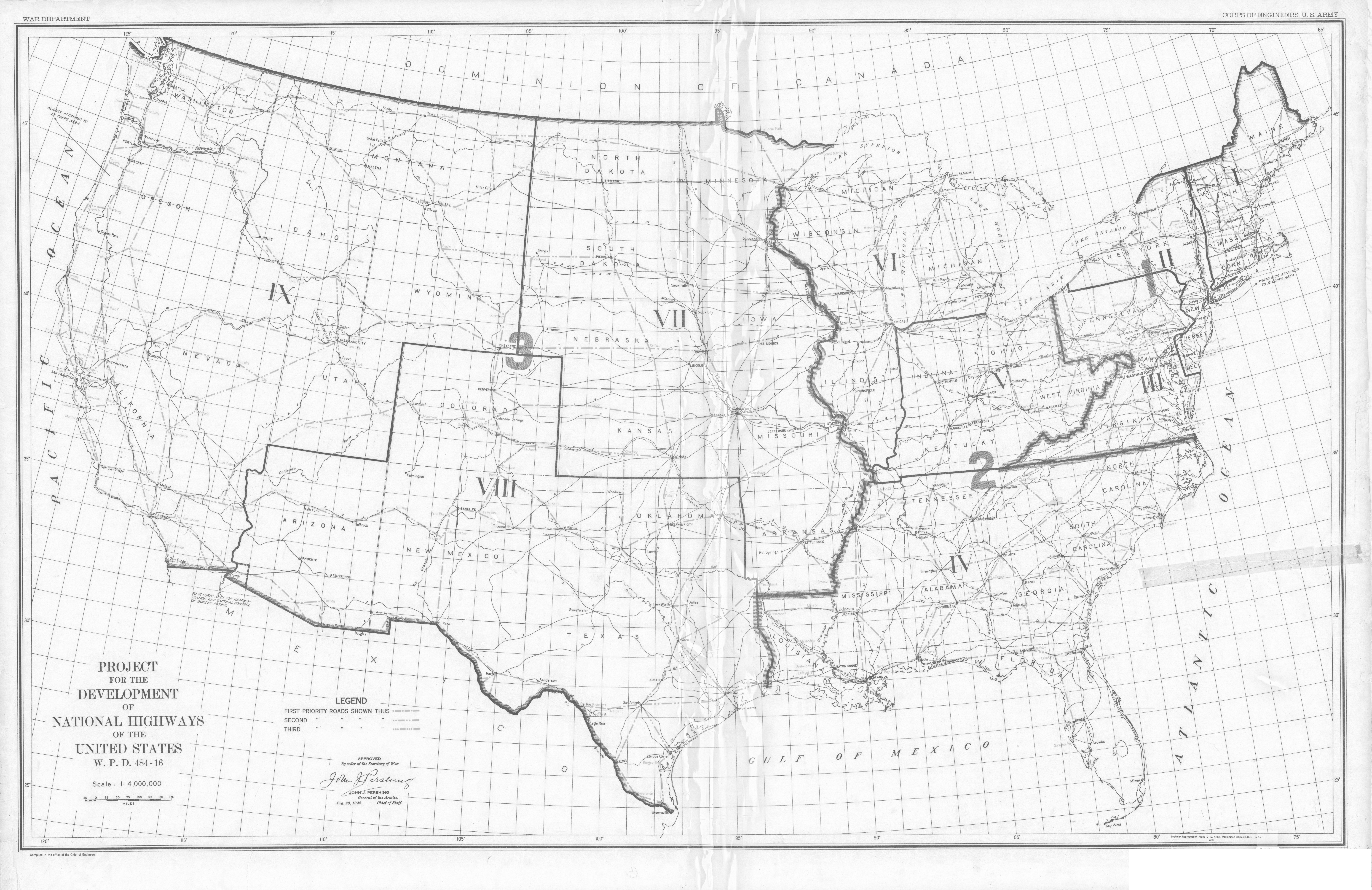
潘兴地图

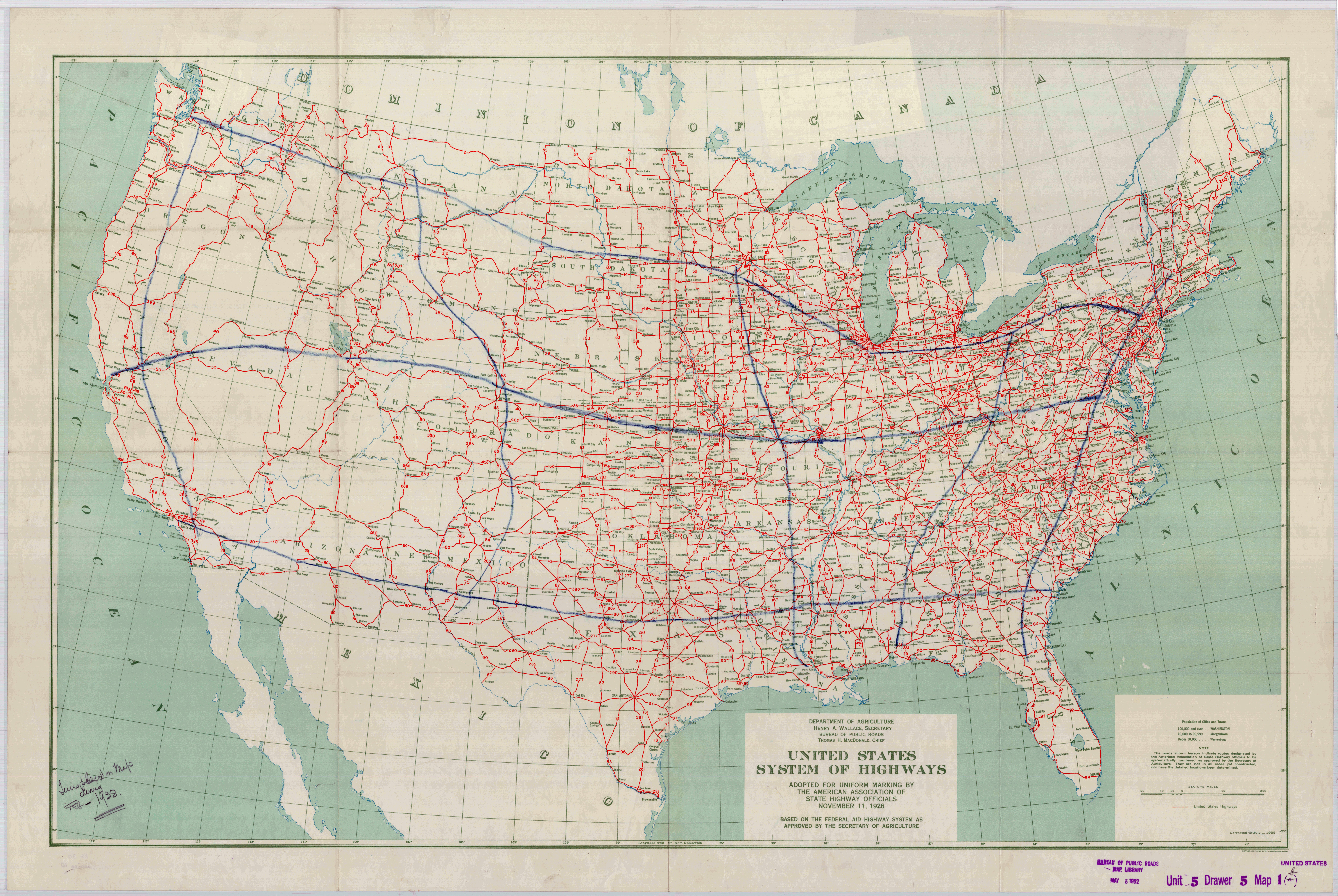
1938年手画的计划图

1916年美国通过联邦公路资助法，这是联邦政府开始建造一个国家性的公路网的起步。根据这个法律美国政府相各州政府在5年内提供7,500万美元配套资金建造新公路和改善已有公路。由于第一次世界大战美国急需资金因此这个项目在1921年结束，没有实现很多原来的计划。
1918年12月一名工程师和《工程新闻纪录》的编辑梅伦在芝加哥会议酒店举办的美国公路官员和公路工业公司会议上展示了他的《国家公路政策和计划建议》。梅伦建议一个长8万千米的系统，它由5条东西走向和10条南北走向的公路组成。这个系统将包含美国当时2%的公路，通过美国所有的州，估价为每千米1.6美元，提供商务和军事运输的服务。
1919年美国陆军派出一支远征队来考察军车贯穿美国全境有多么困难。1919年7月7日他们从白宫附近椭圆形草坪出发，他们一共用了62天的时间沿林肯公路行驶5100千米到达旧金山湾的普莱西蒂奥军营。车队在路上遇到众多障碍和困难，比如桥梁质量问题，车辆曲轴折断，沙漠里的尘沙把车的发动机堵塞。
德怀特·艾森豪威尔当时是一名28岁中校，他后来回忆说他伴随这支“卡车和坦克队伍通过美国最黑暗的部分”。一些路只是“一串灰尘、车辙、坑洼”。
1916年的公路法失效后美国国会通过1921年公路资助法。这个新法律同样提供联邦对公路建设和改善的资助，资助总额为每年7500万美元。这个新法律也首次追求资助建造一个相互连接的国家“主干公路”网的目标，并鼓励各个州计划公路的单位互相合作。
联邦公路局请美国陆军提供一份它认为对国家防御必要的公路列表。1922年前第一次世界大战中美国派遣往欧洲远征军最高司令约翰·潘兴回复公路局的请求，列出了一个非常详细的3.2万千米长的互相连接的主干公路网，即所谓的潘兴地图。
1920年代里美国公路建设大量扩张，比如紐約州公園大道系統就是作为一个新的国家公路系统的一部分建造的。随汽车交通不断增加，计划者觉得有必要建造互相连接的国家公路系统来扩张已经存在的大多数收费的美國國道系统。1930年代末计划者把这个系统扩展为一个新的高速公路系统。
1938年富兰克林·德拉诺·罗斯福把一张手绘的美国地图交给公共道路办公室主任托马斯·哈里斯·麦克唐纳，图上标有8条高速公路，罗斯福请麦克唐纳研究这个计划。1939年公共道路办公室信息部领导人赫伯特·S·费尔班克写了一份名为《收费道路和不收费道路》的报告，里面有后来成为州际公路系统的首次描写。1944年一份类似内容的《跨地区公路》报告被发表。

### 1956年聯邦資助公路法案
德怀特·艾森豪威尔非常支持州际公路系统，他本人曾经作为一名年轻军官参加1919年动力机车运输队，横跨美国，他们部分走在林肯公路上，这是第一条横跨美国的道路。他回忆说“那个老车队使我开始想优良的两股道公路......穿越我们国家的宽广智慧之带。”艾森豪威尔在第二场世界大战中任同盟國在欧洲的最高司令时结识到了今天德國高速公路的最早实现，帝国高速公路，他认识到这个高速公路网对国家防御的意义。1954年艾森豪威尔任命卢修斯·克莱领导一个建议州际公路计划的委员会。克莱这样描述建造这个系统的原因：
显然我们需要更好的公路。我们需要它们让更多的车可以在上面更安全地开。我们需要它们作为国防设施，假如我们有朝一日需要防御自己的国土的话。我们的经济需要它们。不仅仅作为公共就业措施，而是为了未来的发展。
克莱的委员会建议在10年内花1000亿美元建造6.4万千米双车道公路，这些公路将连接所有美国人口5万以上的城市。艾森豪威尔最初偏向一个由收費道路组成的系统，但是克莱说服艾森豪威尔在人口密集的海岸地区以外收费道路不可行。1955年2月艾森豪威尔把克莱的建议转交给国会。法案很快通过参议院，但是在众议院里民主党反对使用债券资助建筑工程。艾森豪威尔最与民主党达成共识使用公路信托基金资助系统的建设，而这个基金的钱则来自汽油税。1956年6月艾森豪威尔签署1956年聯邦資助公路法案，使它正式生效。根据这个法案联邦政府将支付州际公路系统90%的建造成本。所有州际公路都必须是高速公路，必须至少有4股道，不准有平交道口。
1955年发表的《国家州际公路系统位置》也被称为《黄皮书》，里面列数勾画了后来的州际公路系统。查理·厄文·威爾遜在计划过程中提供参谋，1953年艾森豪威尔任命他为国防部长时他还是通用汽车总裁。

### 建筑

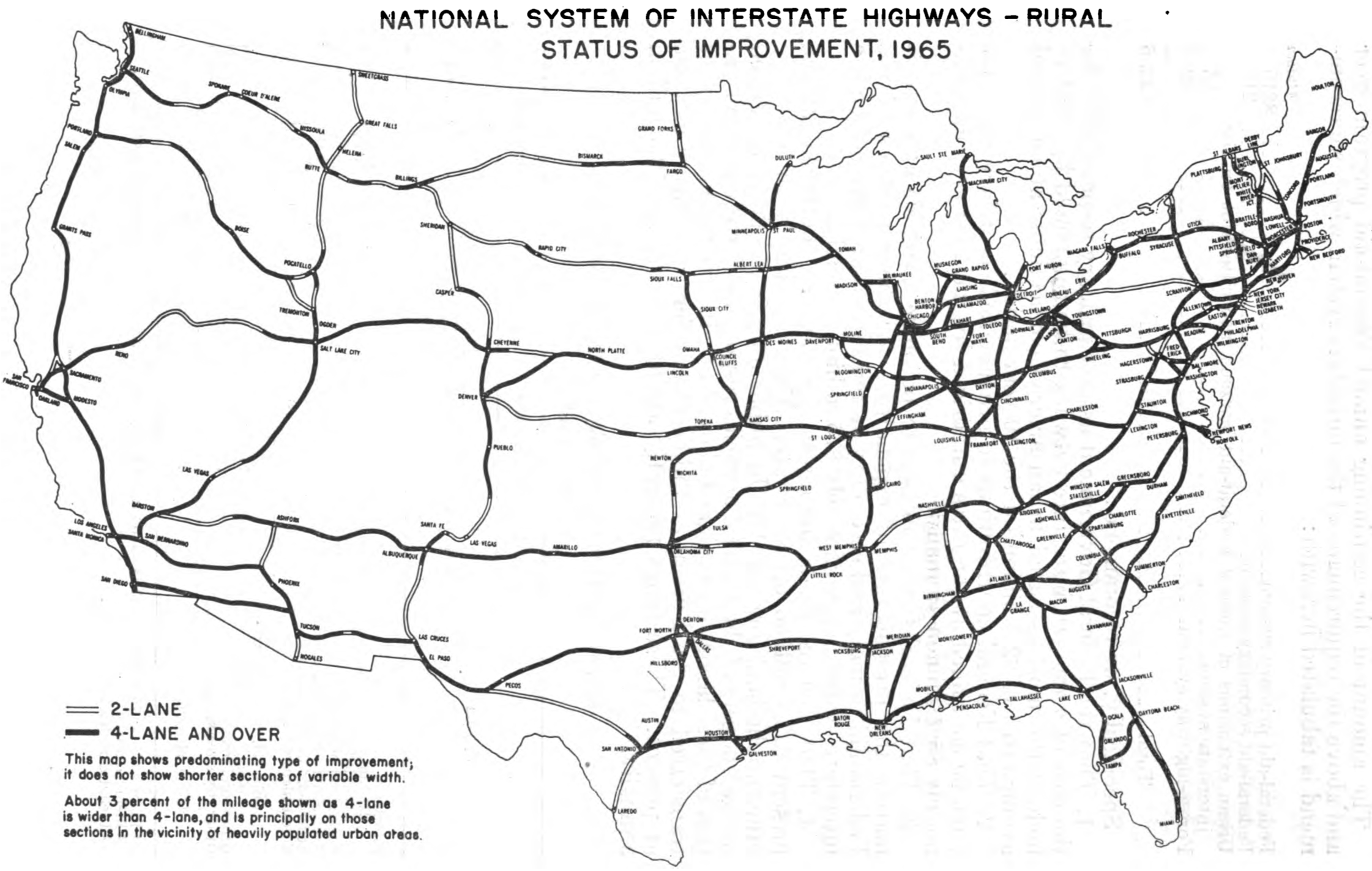
1955年绘制的计划中1965年美国公路状况

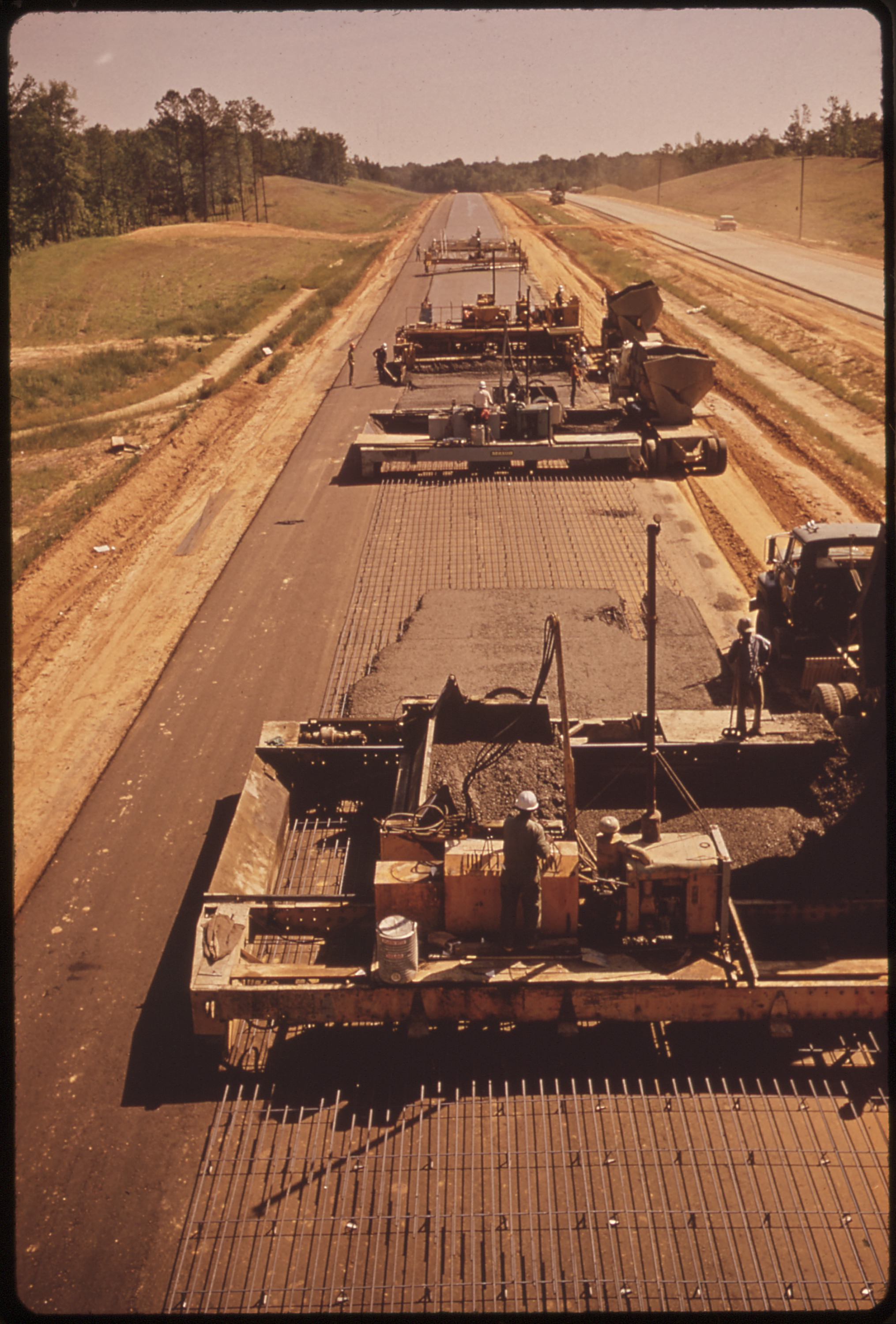
1972年5月55号州际公路在密西西比州建筑时的照片

一些后来成为州际公路的段落实际上在此前就已经修筑了。
3个州自称拥有第一条州际公路。密苏里州称州际公路最早的3份合同是于1956年8月2日在密苏里州签署的。第一份合同是把一段66号美国国道提升为今天的44号州际公路。1956年8月13日在聖查爾斯縣40号美国国道开工。
堪薩斯州自称是法案签署后第一个铺路的州。准备工作在法案签署前就已经开始，从1956年9月26日开始铺路。堪薩斯州称在它境内的70號州際公路是第一条按照1956年聯邦資助公路法案规定建成的公路。
賓州收費公路也可以被看做是最早的州际公路之一，它也被戏称为“州际公路系统祖父”。1940年10月1日欧文和卡莱尔之间一段261千米长的公路开始使用，今天这段公路被标志位70号和76号州际公路。宾夕法尼亚州把这段路成为是收费公路之祖。
州际公路系统建筑的里程碑包括：
- 1974年10月17日：內布拉斯加州是第一个完成所有州际公路主干线建筑的州，最后完成的段落是80號州際公路[22]。
- 1979年10月12日从加拿大通往墨西哥的5號州際公路最后一段在斯托克顿附近投入使用。墨西哥和加拿大派代表参加启用仪式，庆祝第一条贯穿北美国家的高速公路启用[23]。
- 1986年8月22日连接美国东西海岸的80號州際公路（从旧金山到提內克）的最后一段在盐湖城西侧启用，使得80号州际公路成为连接大西洋和太平洋的第一条高速公路，也是当时世界上最长的高速公路。这端最后的路程从68号犹他州公路到盐湖城国际机场西。在启用仪式上有人提到在仅仅80千米远的地方120年前一个类似的成就完工，当时在那里第一條橫貫大陸鐵路金铁钉被打入铁路，注明其完工[24][25][26]。
- 1990年8月10日连接美国两岸的10號州際公路（从圣莫尼卡到杰克逊维尔）完工，最后这段是穿越鳳凰城下城的隧道。本来这段路计划是使用地面上的高架桥，但是由于抗议改变计划为隧道，因此完工被拖延[27]。
- 1991年9月12日90號州際公路成为最后一条完工的连接两岸的州际公路，它从西雅圖到波士顿，最后完工的一段是穿越华莱士的高架橋。原来的计划意味着拆除华莱士下城的大部分地区，当地居民迫使这个计划被放弃，导致工程完工被拖延。当地居民通过把下城的大多数建筑列入美國歷史區和國家史蹟名錄，这使得原来计划的道路路线无法完成。启用仪式结束后居民举办了一场讽刺葬礼庆祝州际公路上最后一盏红绿灯被移除[27][28]。
- 1992年10月14日：通过科羅拉多州格林塢峽谷的70号州际公路完工，最初的州际公路系统被宣布正式完工。这段路长19千米，有40座桥和众多隧道，被看做是一个工程奇迹，它是在美国乡村地区造价每英里最高的公路之一[29][30]。

最初整个计划在12年内完成，共计划投资250亿美元，实际建造成本共花费1140亿美元，建造时间达35年。

### 1992年至今

#### 缺口

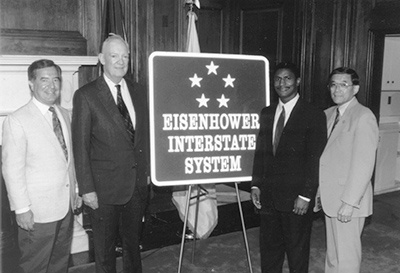
1993年起使用的州際公路標誌，以紀念艾森豪總統任內開始修築，五星為艾森豪在第二次世界大戰時的軍階

1992年宣布整个州际公路系统完工，但是两条原来计划的州际公路——95号州际公路和70号州际公路并不完整，中断的原因都是因为当地居民反对，使得需要建造的连接部分无法完工。2018年95号州际公路成为一条连贯的公路，因此70号州际公路成为唯一一条原始计划但是依然短缺的州际公路。
95号州际公路在新泽西中断。2010年开始建设的宾夕法尼亚收费公路/95号州际公路交叉项目将补全这个缺口。2018年9月22日部分开通的段落已经足够补全缺口。
但是由于在布里兹伍德附近共線的西端没有直接连接賓州收費公路的道路因此70号州际公路依然有缺口。不论向哪个方向运行，运行在70号州际公路上的车辆必须转到30号美国国道上开一小段然后重新回到70号州际公路。这个道路更改的原因是因为联邦法案中本来规定联邦经费只能用来资助不收费的道路。一些不同的解决方案被提出，但是当地商务企业反对这些建议，因为他们怕对自己的贸易有影响。

#### 扩展
州际公路系统被多次扩展。扩展包括建造新的编号公路以及延长已有的编号公路。比如1980年代里在路易斯安那州增添的49号州际公路原来被计划为一条延长线路，联邦公路局批准把它从拉法葉以北延长到堪薩斯城。今天这段公路完全是自己独立的编号公路，它的部分段落正在建造中，或者正在计划中。
1966年联邦公路局把整个州际公路系统编入更大的泛美公路系统中。北美自由贸易协议促成至少两段州际公路的扩展来促进与加拿大和墨西哥的贸易。目前69号州际公路的部分段落已经完成，长久的目标是使得它从墨西哥塔毛利帕斯州一直通到加拿大安大略省。计划中的11号州际公路将连接凤凰城和拉斯维加斯，组成加拿大到墨西哥之间的公路系统的一部分，连接墨西哥索諾拉州和加拿大艾伯塔省。

### 因当地反对被放弃的州际公路
居民的反对使得多条公路计划被放弃，其中包括：
- 在孟菲斯40号州际公路改变原来计划的路线。部分原来的公路今天还被使用[39]。
- 1977年华盛顿哥伦比亚特区的66号州际公路被放弃。
- 在印第安納波利斯下城69号州际公路本来计划被延长到70号州际公路和65号州际公路的分岔口，虽然由于当地居民反对1981年这个计划被取消但是已经建造的桥梁和坡道依然可见。
- 计划中在巴爾的摩的70号州际公路应该从环绕巴爾的摩的695号州际公路延长到95号州际公路，1970年代中因为计划中的路线要通过一座城市野外公园而被取消。这也包括170号州际公路被取消。这条公路已经部分被建造，被作为40号美国国道使用，也被戏称为通往无处的高速公路。
- 在纽约市78号州际公路以及278号、478号和878号州际公路的部分被放弃。本来878号计划成为78号的一部分，478号和278号成为它的支线。
- 80号州际公路本来计划通过旧金山市中心一直到达金门公园原来计划的280号州际公路与1号加利福尼亚州州道交接处。1958年旧金山把这条高速公路与其它一些高速公路的计划取消。类似的，20多年后沙加緬度取消了把80号州际公路升级到州际公路标准的计划，而是把在沙加緬度下城北侧的当时的880号州际公路改为80号。
- 在巴爾的摩原来计划83号州际公路沿帕塔普斯科河和巴爾的摩港与95号州际公路连接，但是这意味着两个巴尔的摩老区会被分成两半。这个计划没有被实现。
- 在康乃狄克州84号州际公路本来计划在哈特福以东分叉，一条分叉去往马萨诸塞州，计划编号86号州际公路，另一条去往罗德岛普罗维登斯。由于这个计划对罗德岛上的一个保护区有重大影响因此被放弃。通往马萨诸塞的公路重新被编为84号，原来计划通向东部的道路获得其它编号。
- 1977年通过华盛顿特区去往马里兰州的95号州际公路被取消。它的线路被改到495号州际公路。完工的段落今天编号为395号。
- 95号州际公路本来计划从西南向东北斜贯马萨诸塞州与93号州际公路会和，这两条高速公路将沿波士顿中心要道横贯波士顿下城。由于当地普及反对被改道到128号马萨诸塞州州道。这次抗议还导致其它计划的道路被取消。

## 規格
美國州公路和運輸官員協會（AASHTO）規定了州際公路標準。除非聯邦公路署（FHWA）同意，所有州際公路均應符合該標準。近年來，這些標準規格愈趨嚴謹。州際公路雙向至少應各有二個車道，路面為瀝青或混凝土材質。另外一個重要的規格是限制進出，所有車輛只能透過匝道進出州際公路，紅綠燈僅設在收費站和匝道儀控（依主線上的車流量管制匝道上可進入的車輛數，通常在尖峰時間才使用），但目前仍有少數路段不符合這個標準。

### 速限

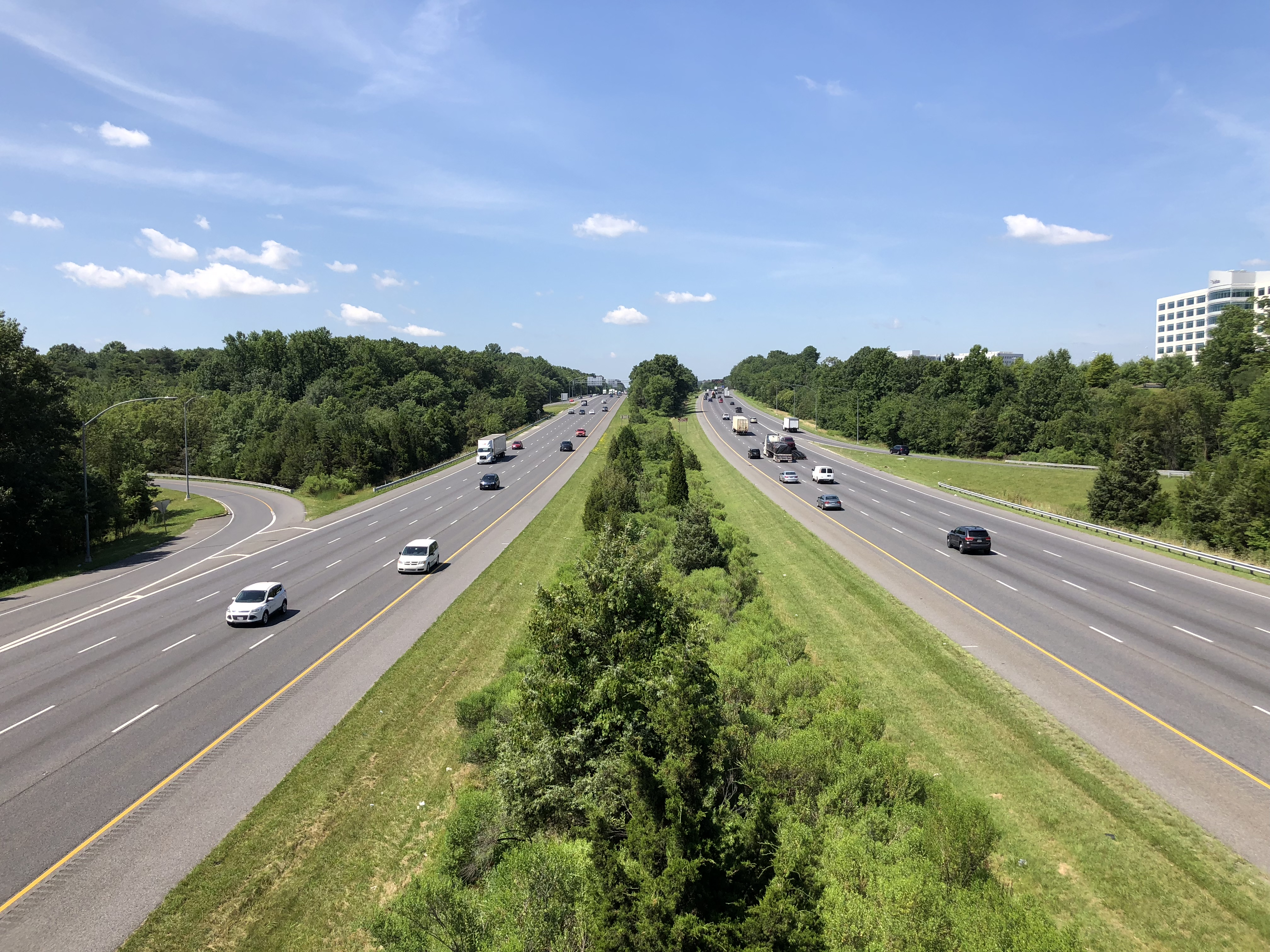
按照现代标准建造的95号州际公路通过马里兰州哥伦布

作为高速公路，州際公路通常在附近地區中擁有最高速限。各州對於速限有不同的規定。1975年和1986年间按照联邦法案美国所有高速公路限速每小时90千米。
一般来说美國東北部和海岸地区各州的限速比较低，密西西比河以西内陆各州的限速比较高。比如在缅因州北部最高限速为每小时120千米，缅因州南部到新泽西州限速在每小时80到115千米间，纽约市和华盛顿特区的限速为每小时80千米。目前在乡村地区一般限速在105到130千米之间。10号州际公路和11号州际公路在德克萨斯州西部乡村地区的部分段落、80号州际公路在内华达州的部分段落以及15号州际公路、70号州际公路、80号州际公路、84号州际公路在犹他州的部分段落限速每小时130千米。爱达荷州、蒙塔纳州、俄克拉荷馬州、南达科塔州和怀俄明州州同样的高限速段落。
在比较危险的段落州际公路上的限速也可能非常低。在克利夫兰下城90号州际公路的限速为每小时80千米，原因是这里有两个非常窄的弯（在这两个弯处甚至建议限速55千米）以及交通繁忙。70号州际公路在经过西弗吉尼亚州惠灵下城大部分地区以及通过惠灵隧道时限速每小时70千米。68号州际公路在通过馬里蘭州坎伯蘭时限速65千米，原因是多个危险地点，比如弯度大的弯和狭窄的道股。在一些地区低限速是法庭判决和居民要求的结果。35E号州际公路在明尼苏达州圣保罗建成后经过近30年的法庭诉讼最后沿路居民成功地达到了在下城限速每小时70千米以及禁止车净重量重于4.1吨的车运行。通过新罕布什尔州弗兰肯峡谷州立公园的93号州际公路在这里限速每小时70千米，因为这里实际上只是一条公园公路，每个方向只有一股道。另一方面在犹他州瓦薩其前線、雪松城、圣乔治15号、80号、84号和215号州际公路115千米每小时。25号州际公路在新墨西哥州圣菲和拉斯維加斯、20号州际公路在德克萨斯州米德蘭等地以及29号州际公路在北达科他州大福克斯的限速高达120千米每小时。

### 其它使用
作为美国高速公路的一个组成部分州际公路系统提高了军队去往机场、港口、铁路车站和其它军事基地，或者从这些地方出发的机动能力。州际公路系统与其它被美国国防部确定为战略高速公路网的公路相连。
在飓风来临或者其它自然灾害情况下疏散时州际公路系统也被用到。提高高速公路上交通流量的方法之一是把两个方向中的一个方向改为反方向，这样所有道股全部走一个方向。这个措施多次在飓风疏散过程中被使用。1998年飓风乔治登陆后疏散效率非常低，采纳的措施受到批评，因此政府官员开始采纳把高速公路行驶方向逆转的方法。1999年16号州际公路和26号州际公路在薩凡納和查尔斯顿在疏散过程中逆行，结果不明确。
2004年飓风查利登陆前坦帕地区的疏散和飓风伊万到达前美國墨西哥灣沿岸地區的疏散使用同样的措施，但是疏散的时间比此前的时间没有改进。工程师从这些事件中吸取经验，采纳新的措施，比如减少出入口、减少监督的人员（使得交通通畅，防止司机停车问路），改善公共信息的传播。其结果是2005年飓风卡特里娜到达前的疏散工作进行得比较平稳。
都市傳說流传说州际公路系统每5英里要有一段笔直平坦的段落来使得飞机可以在战时使用。但是没有任何迹象说明在任何有关州际公路的法案里有这样的规定。

## 编号

### 主要干道

美國本土州際公路系統(藍色為跨州公路；紅色為未跨州公路)

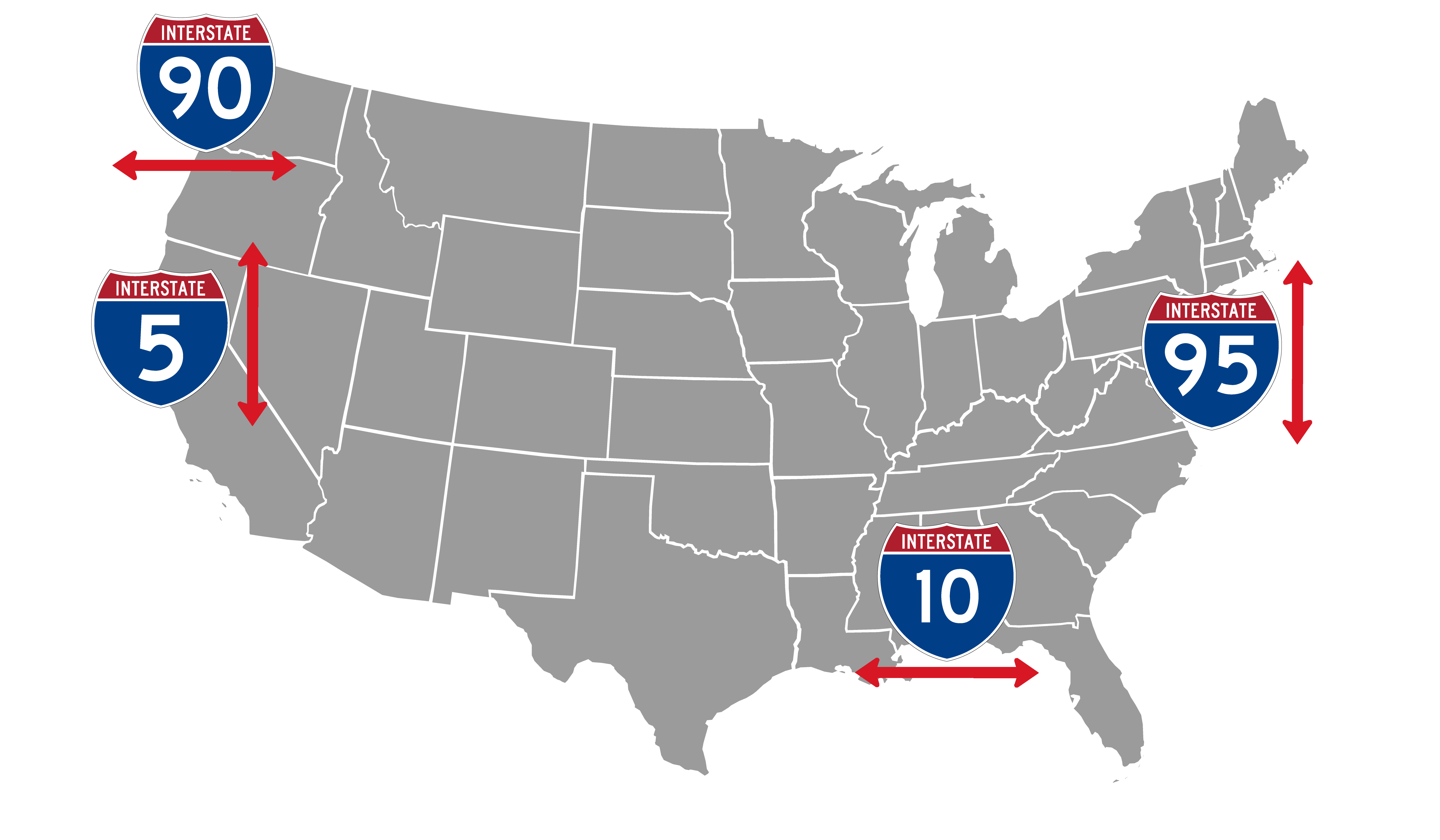
单数编号南北走向，从西向东数目提高；双数编号东西走向，从南向北数码提高

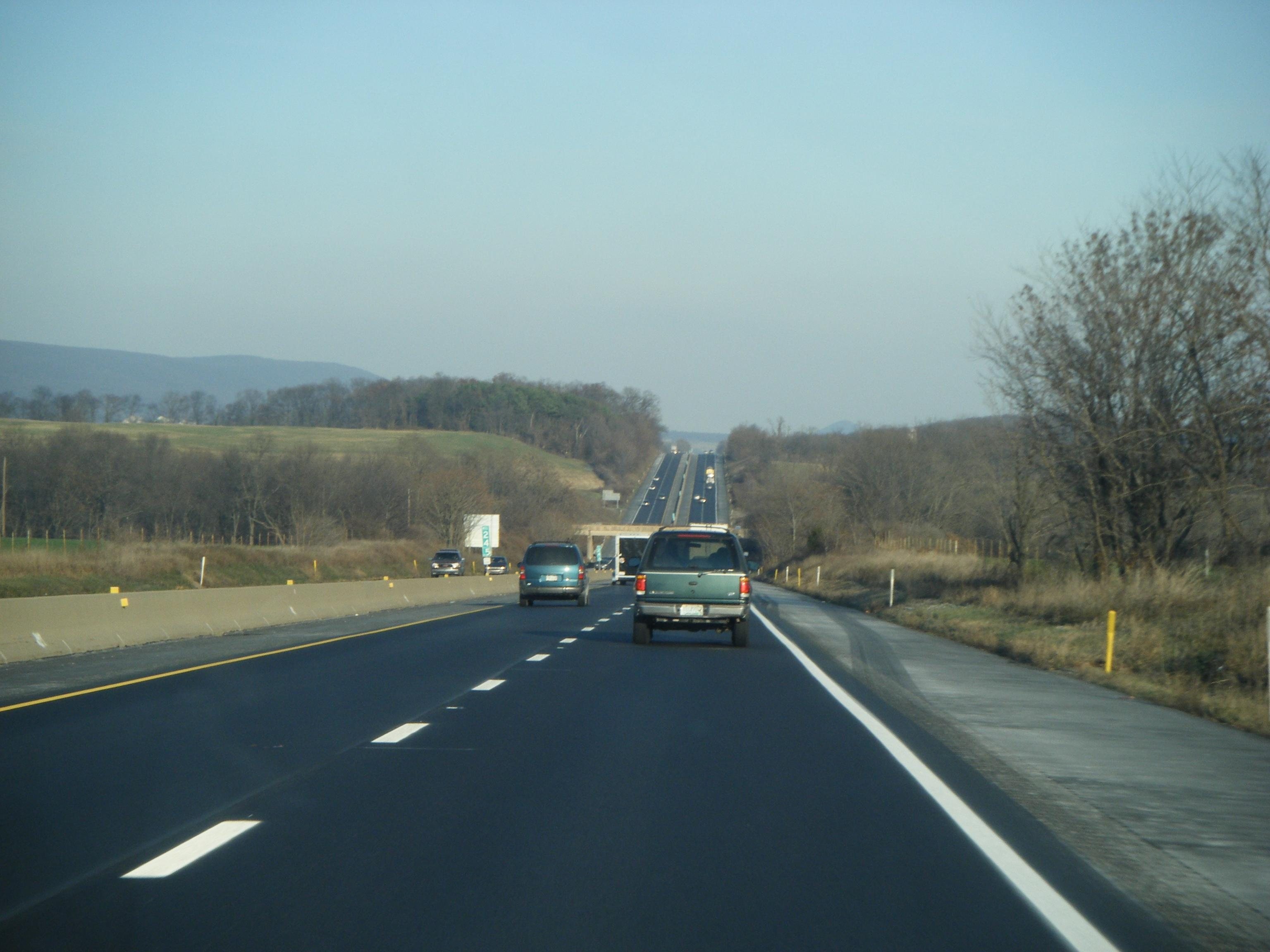
通过賓夕法尼亞州伯克縣的78号州际公路和22号美国国道（2008年）

州际公路的编号是1957年美国州公路和运输官员联盟制定的。今天的规则是1973年8月10日发表的。在美国大陆上主干州际公路也被称为二位数州际公路的编号小于100。
州际公路编号有一定的规则，但是也有许多例外。主干线的编号是一位数或者两位数的，短的路程则是三位数的，其后面的两位数于它们分出来的主干线的数字一样。按照这个规则东西走向的主干线带双数号码，南北走向的主干线带单数号码。从西向东单数号码数值上升，从南向北双数号码数值上升（这个编码的目的是为了避免于美国国道编码混淆，因为美国国道的编码数值上升方向正好相反）。一般即使公路的走向局部与大走向不同这个编码系统依然被使用。能够被5整除的编号是主干线中的主动脉，是长距离交通要道（I-30和I-45是例外，I-30從德克薩斯州至阿肯色州，I-45僅在德克薩斯州。）。南北走向的主动脉从沿美國西岸从加拿大到墨西哥的5号州际公路到沿美國東岸连接加拿大和迈阿密的95号州际公路。东西走向的主动脉从连接圣莫尼卡和佛罗里达州杰克逊维尔之间的10号州际公路到连接西雅圖和波士顿的90号州际公路。这里有两个例外。50号和60号州际公路不存在，原因是这些号码的公路可能通过拥有同样号码的美国国道州，按照美国公路管理指引这是不允许的，然而在伊利諾州，24號州際公路和24號美國國道卻同時存在。
由于不同的原因一些两位数州际公路并不是完整从美国的一端到另一端，而是中间有空隙。可能是这些公路还没有完工（比如69号州际公路和74号州际公路）；也可能是一些公路分享同一个编号，但是实际上互相之间没有关系（比如76号、84号、86号、87号和88号州际公路。一些这些分享同一编码的不相关公路是由于1973年新编码规则导致的。此前主干线分出来的长的支线获得一个字母后缀，比如今天的84号州际公路过去的编号是I-80N，N示意它从80号州际公路向北分出。1973年新规则废除了I-80N这样的编号。新规则也推荐尽快取消过去的编号，但是一些老编号至今依然被使用。此外由于国会要求，德克萨斯州南部3段69号州际公路将被分为I-69W、I-69E和I-69C。
规定还允许在重要段落一条公路可以获得两个编号来保持公路不断缺。这被称为共線。比如在亚特兰大75号和85号州际公路共线11.9千米的车道，这段车道的编码是I-75和I-85。根据规则假如长度可以的话州际公路也可以与美国国道共线。在少数情况下两条共线的公路使用反向的道路。
其他的編號例外還有：I-82全段在I-84西段的北邊；I-75在辛辛那堤以北在I-71的西邊；I-85在亞特蘭大以南在I-75的西邊，I-99亦未在最東邊。I-69應為南北向，但在密西根州蘭辛以東，標示改為東西向；I-76西段應為東西向，但在內布拉斯加州標示為南北向。I-84西段原本編為I-80N，但美國州公路和運輸官員協會在1970年代決定廢除這種編號方式，大部份公路被改編成新的主線或輔助州際公路，但在達拉斯─沃斯堡和明尼阿波利斯─聖保羅二個都會區的I-35E和I-35W被保留。
州際公路除編號外，某些路段會被所在州或城市冠上其他的名字，通常是紀念性質或該路段在州際公路系統建立時已存在，例如在印地安納州的I-80／I-90稱為印州收費公路（Indiana Toll Road），I-76東段一大部份稱為賓州收費公路（Pennsylvania Turnpike），華盛頓特區附近的I-495稱為首都環線（Capital Beltway）等等。同一個編號在全國儘量不重複使用，I-76、I-84、I-86和I-88是例外，I-76、I-84、I-86二段分處東岸和洛磯山區，I-88東段在紐約州，西段則在伊利諾州。這些道路未來似乎沒有計畫相連。
在經濟和效率的考量下，州際公路與其他公路（州際公路、美國國道或各州州道）會在某些路段共構。例如I-75和I-85在亞特蘭大市中心實際上是同一條公路；I-80和I-90在印第安納州合併成為印州收費公路；在芝加哥東南郊區，I-80和I-94及I-294共構；在中西部和中部平原區，I-90和I-94常有共構路段，如芝加哥地區和威斯康辛州（I-39在麥迪遜和波特吉間亦使用I-90／I-94共構路段）。目前最新的共構路段是北卡羅萊納州的I-73／I-74路段；I-73在格林斯伯勒附近亦與I-40和I-85共構。通常來說共構路段的方向性為同向或垂直方向，但在維吉尼亞州西南部，I-81北向（南向）和I-77南向（北向）約有9英里（14）是共構路段。

### 輔助公路

辅助州际公路编号系统的示例。 奇数个百位数表示该路由仅在一端连接至州际系统的其余部分，即所谓的“分支路由”（请参阅图中的I-310和I-510）。 偶数个百位数表示该路径在两端相连，这可以是旁路路径（具有两个终点）（请参见图片中的I-210和I-810）或径向路径（也称为环行路线，环线或 圆周路径）（请参阅图片中的I-610）。

辅助州际公路是主要为市区提供服务的环形、辐射线或者支线。这些州际公路的编号是3位数的，它们的号码后面的两位是它们从中分出来的州际公路的号码，前面再加一位数。支线从主干线分出，但是不回到主干线，它们获得单数第一位数字。环形和辐射线路线回到主干线，它们的第一位数是单数。三位数编码的州际公路的走向与它们的编码是单数还是双数无关。一些环状州际公路使用从里向外的编号。由于这些公路的数目很多，沿主干线上可能在不同州有同样编号的辅助公路。同一州內不同城市不出現同樣編號的公路，以免混淆。不过也有一些辅助公路不合这些规则。
同一條支線即使跨州仍使用同一編號。例如辛辛那堤附近的275號州際公路橫跨肯塔基州、印第安納州和俄亥俄州（唯一一條經過三個州的輔助性公路）；波特蘭附近的205號州際公路跨越俄勒岡州和華盛頓州；路易維爾都會區的265號州際公路則分屬肯塔基州和印第安納州等等。比如再马萨诸塞州190号州际公路是南北走向的，而在新泽西州195号州际公路是东西走向的。
在華盛頓特區的首都環線包含I-495和I-95主線。原本的設計僅有I-495，I-95則貫穿特區，但1977年重新設計之後，I-95原路線撤銷，改經原本的I-495環線的東半部，I-495僅保留西半環線，但1989年後I-495標誌重新標示在東半環線，變成主線和輔助線共構的奇特現象。另一個例子是加州舊金山灣區阿爾巴尼與奧克蘭間的80號州際公路與I-580共構，此乃1984年時，聯邦將17號加州州道北段改編為I-580造成的結果。在德克薩斯州的沃斯堡市區，I-20亦和I-820共構。在紐約市，I-87與I-287也有一段很長的共構路段。
輔助線的方向標示是依據公路的走向，和主線的方向標示永遠是東西向或南北向不同。有的環線使用內圈和外圈標示不同方向的車流（內圈為順時針，外圈為逆時針）。但仍有些公路未遵守這些編碼原則：
- 明尼阿波利斯─聖保羅都會區的I-94外環道，在I-94南側的編為I-494，北側則編為I-694。
- 聖路易都會區外環道由I-270和I-255組成。
- 在紐約市，沒有一條以78結尾的聯絡道和78號州際公路相連。事實上I-78的終點在曼哈頓，而這些輔助性公路都在終點以東一段距離，這是因為I-78原計畫終點比現在更靠東邊，但在可預見的未來這段公路都不會開始興建。
- 加州奧克蘭附近的238號州際公路是唯一一條沒有主線的輔助性公路（38號州際公路現今並不存在）。該編號來自於原本該公路為238號加州州道[56]。

### 阿拉斯加州、夏威夷州和波多黎各

获得州际公路项目资助的波多黎各公路地图，这些公路没有被标为州际公路

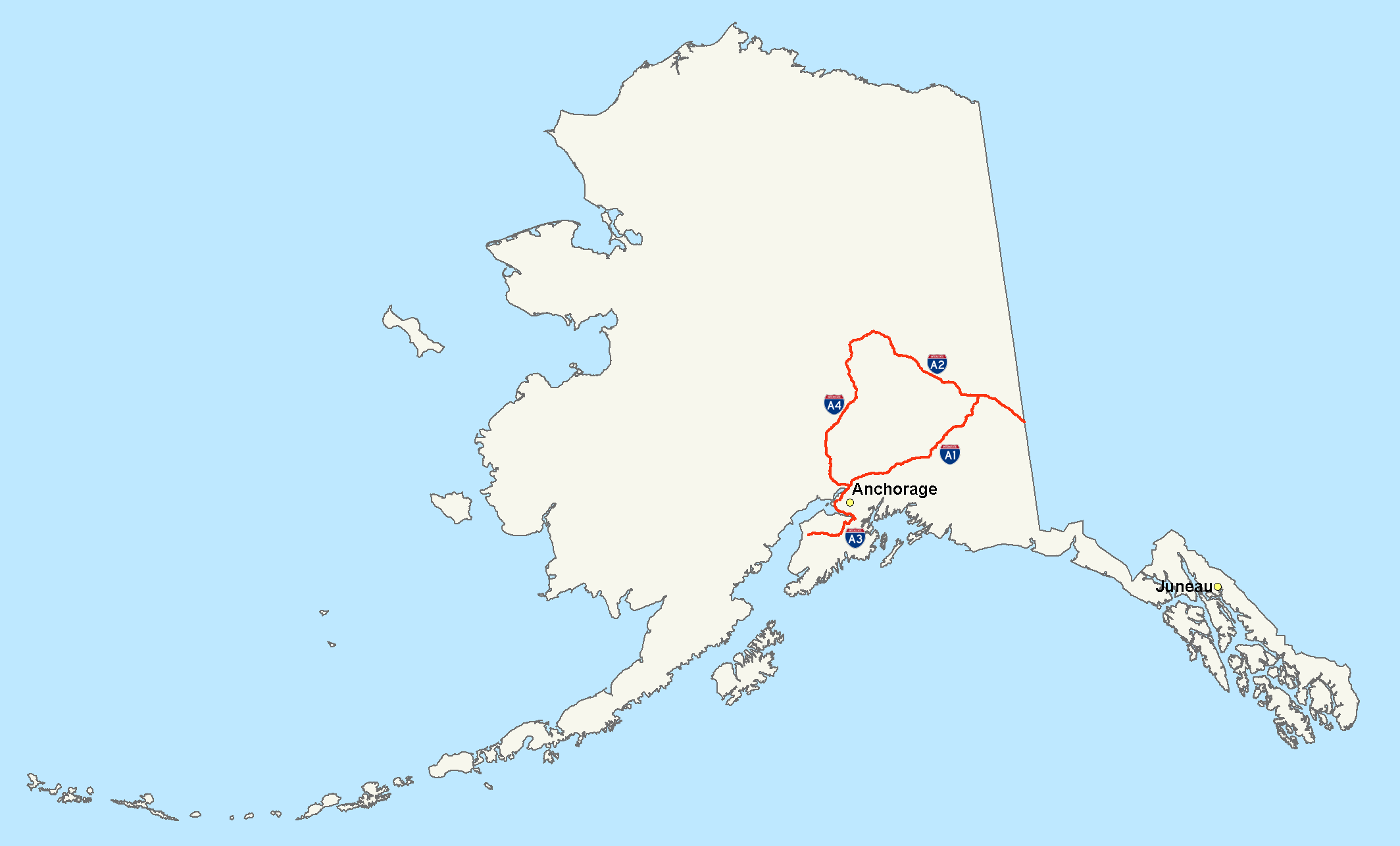
阿拉斯加州获得州际公路项目资金但是没有被标为州际公路的公路

虽然阿拉斯加州、夏威夷州和波多黎各与美国其它州和地区没有直接陆地连接，州际公路系统也扩展到这些地区。但是这些地区的居民依然付联邦汽油和轮胎税。
夏威夷州的州际公路全部位于人口最多的歐胡島上，有三條聯邦級的主要高速公路，编號分別為H1，H2和H3。號碼和方向無關，此外还有一条辅助公路。這三條公路主要是因戰略考量而興建，它们連接珍珠港和美軍陸戰隊基地以及美国空军和陆军基地。除此之外它们还连接歐胡島上的重要居民区，尤其是檀香山市中心。
阿拉斯加州和波多黎各也有90%通过州际公路系统资助建造的公共高速公路。它们的编码按照资助开始的顺序，不顾单数或者双数的规则。这些公路在阿拉斯加州带A的前缀，在波多黎各带PR的前缀。不过这些高速公路是按照它们各自州的法案编码的，而不是按照州际公路的规则编码的。此外这些公路不是按照州际公路标准设计和计划的。
大部份阿拉斯加州和波多黎各的工程將會以升級地區道路為主。目前的規畫是在阿拉斯加州以安克拉治為中心建立四條聯邦級公路(編號A1至A4)；波多黎各的部份則是在島上建三條公路(編號PRI1至PRI3)。但目前這些公路尚未掛上州際公路的標誌，這些編號僅存在於文件當中。

### 里程标示和出口号码
一位数或二位数的州际公路里程几乎总是从最南州或最西州边界开始算的。假如一条州际公路从一个州的内地开始，那么里程从路的最南端或最西端开始算。与州际公路的其它规则一样这个规则也有众多例外。
环绕一座城市的三位数的环形州际公路的里程是按顺时针方向计算的，它的起点位于离南极最近的与主干线州际公路相交的交叉口的西边。比如环绕印第安納波利斯的465号州际公路的1英里里程碑位于它与65号州际公路在印第安納波利斯南侧的交叉口以西，53英里里程碑则在同一交叉口以东。环绕华盛顿都市地区的495号州际公路的里程例外地是以逆时针方向计算的，原因是因为它部分与95号州际公路共线。
大多数州际公路出口的号码是按照离它里程数编号的，因此出口的号码与离它最近的里程数一样。假如在同一里程内有多个出口的话这些出口的后面可以添加一个字母，字母从A开始按照字母表的顺序排列。少数州际公路（大多数位于美国东北部）使用数码系列的出口号（即无关出口的里程数从1开始按照自然数向上排）。在亚利桑那州的19号州际公路以公里里程数编号出口号码。在纽约州除一些例外外大多数州际公路的出口编号使用系列排列方法。

### 商業支線
除主干线和辅助公路外美国州公路和运输官员联盟还制定了一种特殊的公路。这些路不必符合州际公路的建筑标准但是依然被州际公路系统任何和批准。商业支线即被用在美国国道系统中，也被用在州际公路系统中，但是一般指的是州际公路。这些商业环道和支线主要建筑在城市市区内，假如正式州际公路环绕城市的话它们进入市中心。这些道路使用绿色的而不是蓝色或者红色的标志。
如果州際公路只經過某城市的郊區，商業支線即為通往該城市市區的聯絡道。商業支線分為環線（Loop）和聯絡道（Spur）二種。環線由州際公路主線分出，經過市區回到主線；聯絡道的終點則一般在市區，不過有些聯絡道是州際公路終點後的延伸，只是公路品質未達州際公路標準而已。商業支線可以由主線或輔助線分出，而且在同一州內編號可重複。舊有公路若無法提升至州際公路等級，該段往往會被全新的路線取代，舊公路則以商業支線編號。

## 經費來源

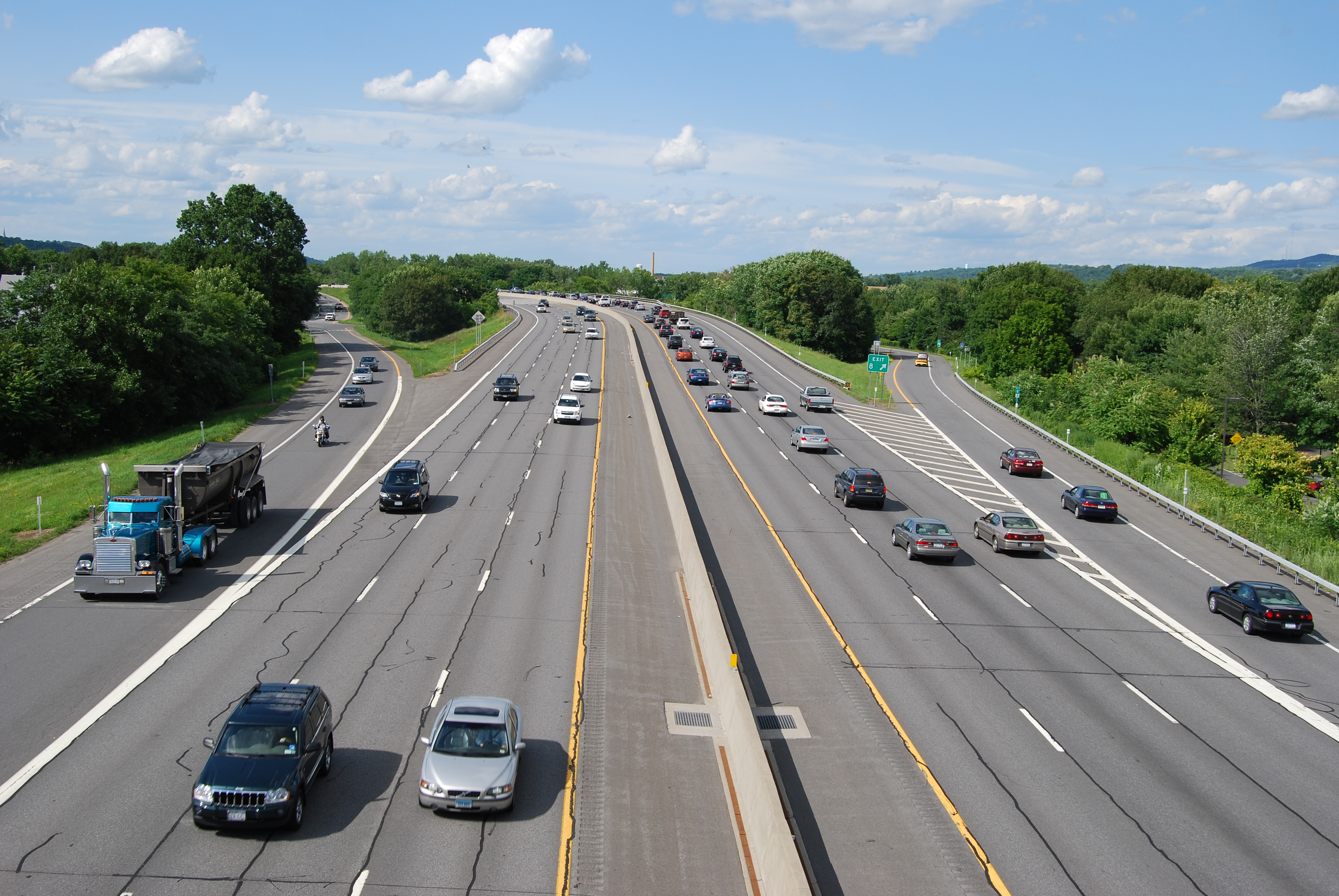
纽约州瓦特弗利特787号州际公路的菱形立交

它们所在的州拥有州际公路和它们的通行权。联邦政府拥有的最后一段州际公路系统是495号州际公路上的伍德罗·威尔逊桥。新桥于2009年建成，弗吉尼亚州和马里兰州共同拥有它。各州的运输部负责公路的维护。但是也有些州际公路段落由地方政府拥有。
约70%的州际公路建筑和维护费用来自使用者，主要来自联邦、州和地区政府的燃油稅。收費道路和桥梁的收费部分少得多。1932年联邦汽油税首次征收，当时是每加仑1美分。艾森豪威尔政府1956年联邦公路资助法案设立了公路信托基金时规定燃油税为每加仑3美分，但是很快提高到4美分。从1993年税收保持每加仑18.4美分。其它与公路交通有关的税收也汇入公路信托基金。最初这个基金足够支付联邦的90%费用来建造州际公路，其它的10%由各州支付。但是系统增长的速度超过了燃料税和其它交通税收的增长。
这些公路建筑的其它费用来自基金收入、债券发行、指定财产税和其它税收。联邦出的钱主要来自机动车和燃料税（2007年为93%），州出的钱约60%来自这些税务。但是地区政府出的钱大多数不是来自使用者的钱。到21世纪内所有使用者税务加在一起占所有高速公路费用的57%，六分之一的使用者税收被用到其它项目中，比如大城市的公共交通。一些1956年前计划或者建造的大段州际公路依然是收费道路，比如马萨诸塞州收费道路（I-90）、纽约州高速公路（I-87和I-90）和堪萨斯州收费公路（I-35、I-335、I-470和I-70）。一些其它这样的公路的建筑费已经通过收费赚回了因此被改为不收费公路，比如康涅狄格州收费公路（I-95）、弗吉尼亚州的里奇蒙-彼得堡收费公路（也是I-95）和肯德基州收费公路（I-65）。

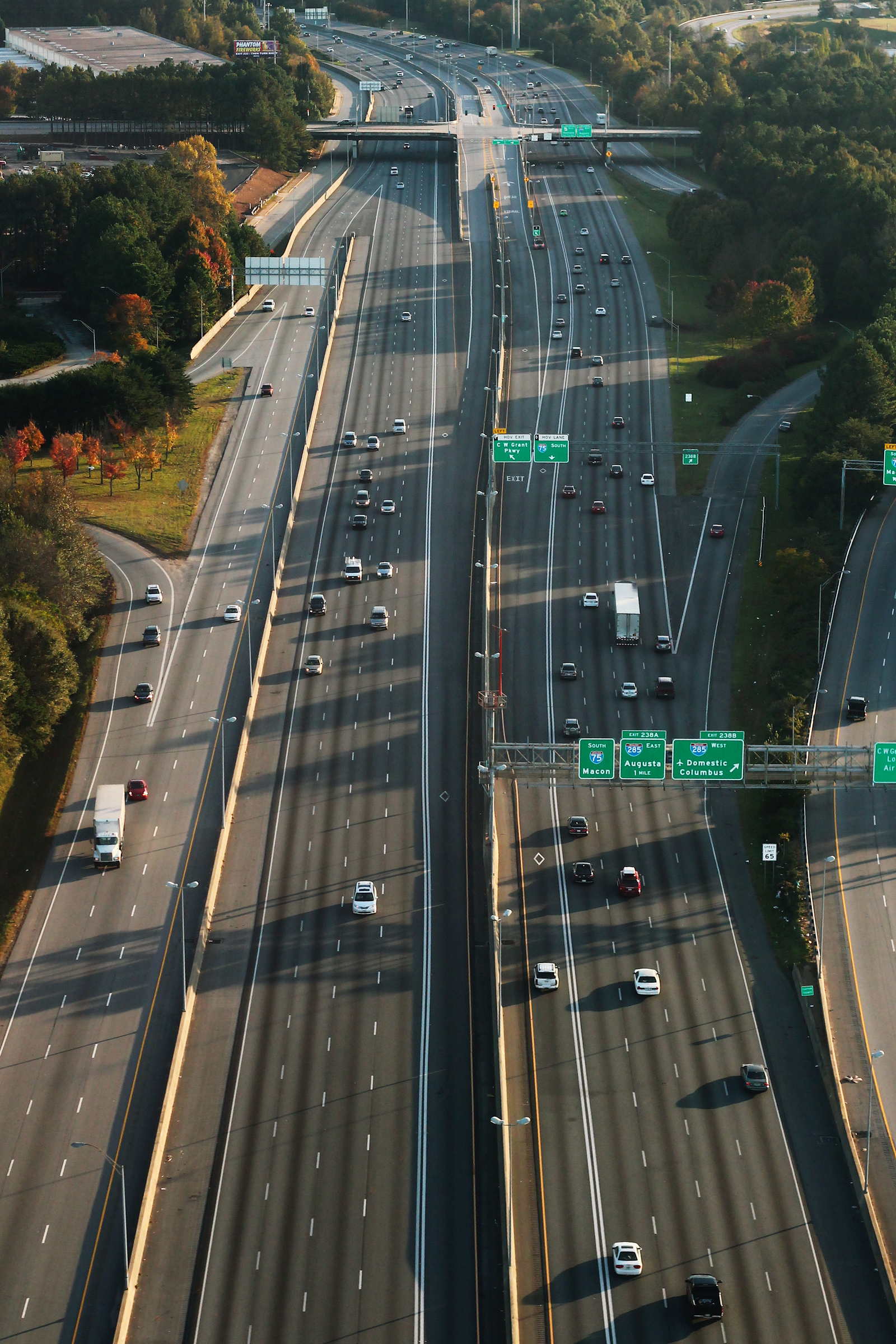
亚特兰大75号州际公路，道中央是高乘載車道

随着美国郊区地区的发展维护高速公路的费用也随之增长，因此建造新州际公路的钱越来越少。这导致收费道路数量增高，这些道路主要是最为郊区地区的连接高速公路。一些州际公路的维护由私有公司负责来解决不断提高的维护成本，以及使得州交通局能够集中精力为州内发展迅速的地区服务。
一些州际公路系统可能会在未来收费来满足增高的维护和扩建费用。比如在一些城市入亚特兰大、达拉斯和洛杉矶等已经设立高乘載車道和高乘载收费车道。尽管新的立法允许收费来减少交通堵塞，但是目前联邦法律不允许一个州对一段高速公路的所有车辆收费。

### 收费

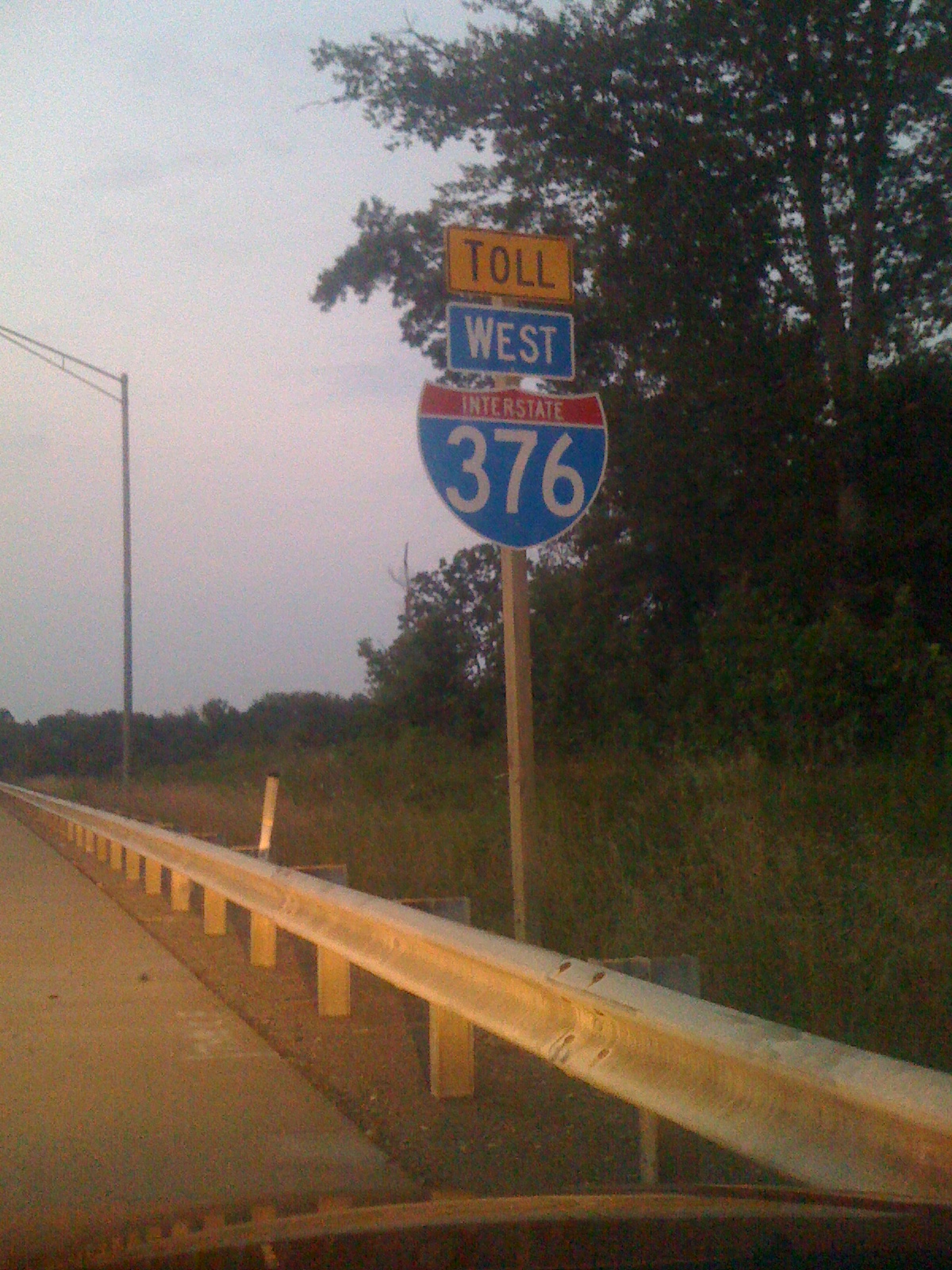
376号州际公路上的标志上方装了新的黑黄两色的“收费”标志

州际公路系统有约4700千米收费部分。虽然联邦法案一开始禁止在州际公路上收费，但是系统的许多收费道路当时已经建成或者正在修建。因为这些公路提供连接州际公路其它公路的服务，因此它们也被定为州际公路。美国国会决定在这些收费道路旁建造不收费的平行道路或者直接向为这些道路投资的公司付钱然后取消收费的措施太昂贵。因此这些收费公路被遗传到州际公路系统中。
被定为州际公路的收费公路一般可以继续收费，但是它们不能从联邦基金获得维护和改善的资金。一些获得联邦资助进行急救修补的收费公路必须在公路建筑投资成本收回后停止收费。
此后收费设施和州际公路的政策有改变。美国联邦公路局允许一些州在现存的州际公路上收费。比如376号州际公路延长的时候包含了一段宾夕法尼亚收费公路局收费的60号宾夕法尼亚州道。新的收费设施也必须符合州际公路标准。2009年的《道路交通管理標誌統一守則》规定在收费州际公路的标志上需要装一块黄底黑字的“收费”（Toll）标志。
2005年通过的新法案鼓励各州通过“创新资助”方法建造新州际公路。法案降低各州通过州机关或者通过政府和社会资本合作建造收费州际公路的关卡来鼓励各州创新资助。但是法案依然禁止各州在已经存在的不收费州际公路上收费。假如一个州想要收费来改进或者修复已存的不收费州际公路的话它需要获得国会批准。许多州开始使用高乘載車道和其它部分收费方法。在堵塞风险高的高速公路段落上部分道股是收费的，其它的则不收费，因此司机可以出钱使用堵塞少的道股。比如弗吉尼亚州在位于州内的首都环线部分设置高乘載車道等等。

### 税收支付和不税收支付的州际公路
联邦出钱资助的州际公路被称为“税收支付”的州际公路，它们是68000千米高速公路的一部分。联邦立法也允许“不是税收支付”的州际公路，类似美国国道建造支付的公路假如符合州际公路标准，是州际公路系统的逻辑补充或连接，也可以获得州际公路的号码。这些公路可以分两类：已经达到州际公路标准的公路和需要上升到州际公路标准的公路。只有符合州际公路标准的公路能够申请州际公路号码，在被批准后能够被定为州际公路。

### 聯邦的角色
聯邦在州際公路經費的主導角色使其擁有了美國憲法未賦予的權力，例如干涉各州的商業發展。聯邦政府藉由扣留公路基金的方式，強迫各州的立法機構通過各式各樣的法律。雖然某些違反了州的權利，美國最高法院仍判定這種做法是符合憲法中的商業條款。
首要的例子是1974年起規定州際公路速限為每小時55英里（89）。最初的用意是節約汽油的用量以度過1973年的第一次石油危機，但這個規定維持了21年。這個例子給了歷任總統和國會信心，通過了更多的法律，即使有些和公路或運輸沒有很大的關連。例如：
- 合法飲酒的年齡提高到21歲[73]。
- 要求州政府公開性侵害罪犯的資料[74]。
- 提高酒測標準，駕駛酒精濃度超過0.08%即視為酒醉駕車。

這些聯邦法律，各州應訂定最低實施標準與罰則。例如，最低罰款、未成年飲酒定罪人數下限（每年至少要將多少人以未成年飲酒定罪）或提出未能達到該下限的執行說明。但這些作法在民間引發爭議。支持者認為這是一種促使各州通過一致性法律的動力；反對者則覺得這種強制作法使得聯邦與州的權力失衡，而且聯邦可以利用扣發預算的方式，更有效率的脅迫各州通過法律。甚者，有些人以為此舉違憲。某些州的執法單位認為訂定未成年飲酒定罪人數下限使得該單位與21歲以下的人民關係緊張，但各州一旦失去聯邦對州際公路的補助，將馬上面對基礎建設惡化以及財政困難等問題；當然，理論上失去補助的州如果得到州民支持，其可以要脅聯邦不再維護州內的州際公路，但目前沒有發生過。

#### 未來計畫
州際公路仍持續在擴張當中。由於交通的需求，數個計畫已被提出，其中有新的主線，也有新的輔助線。目前已撥下預算開始修築的有73號與74號州際公路共構路段、賓夕法尼亞州的99號州際公路延伸線、加利福尼亞州的7或9號州際公路（較可能編為9號）、縱貫大陸的69號州際公路及威斯康辛州的41號州際公路。

## 標誌

### 标志

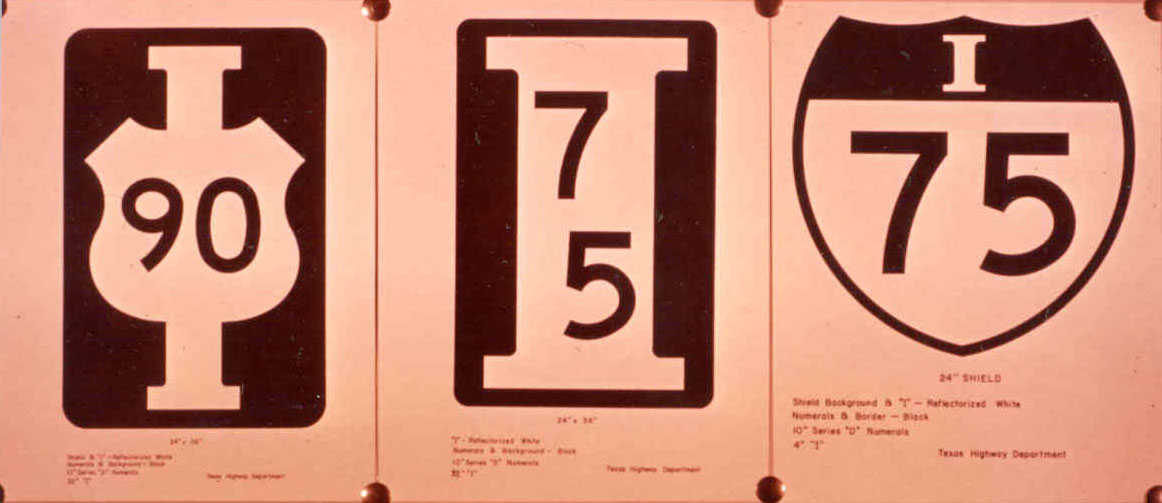
德克萨斯州公路局建议的一些州际公路招牌设计

州际公路标记是藍底盾形，白字書寫編號，頂端為紅底以白色書寫INTERSTATE字樣。标志的设计本身是美国州公路和运输官员联盟的註冊商標符號。红白蓝三色是美国国旗的颜色。在最初设计中在编号上面还有州的名字，但是在许多州里这个名字没有写，使得号码可以写得更大，方便阅读。每条州际公路上过一段路程就会有标志出现来让司机知道他们在哪条路上。这些标志一般高91厘米，两位数的州际公路标志宽91厘米，三位数的宽110厘米。
州际商务环线和支线使用特殊标志，其中的红色和蓝色被绿色取代，“商务”（BUSINESS）的字样取代州际公路（INTERSTATE），在号码上面还会出现支线（SPUR）或者环道（LOOP）的字样。这些绿色标志标志通过城市中央商务区的的主公路，他们一般与相应的州际公路有一个（支线）或两个（环线）交叉口。这些路线一般通过城市的下城地区或者其它重要商务区域。假如一座城市有多条州际公路通过或者有许多重要商务区的话它也可以有多条商务公路。
随时间州际公路的标志也更改。1957年时的州际公路标志是德克萨斯公路局的职员理查德·欧立佛设计的。在100多个设计中他的被选中。当时的标志底色是深蓝色，标志只有43厘米宽。1961年、1971年和1978年的《道路交通管理標誌統一守則》版本更改标志模式。

### 出口号码
大多数州际公路有出口编号。和其它公路一样州际公路上的目标牌列出重要城市来帮助司机选择换道和出口去他们要去的目标。所有州际公路上的拍照和道路标志都要符合《道路交通管理標誌統一守則》的规定。但是这些标志也有许多地方和地区变异。
很长时间里加利佛尼亚州是美国唯一不使用出口号码系统的州。因为加州当时已经有许多完工和被标志的高速公路系统，添加出口号码标志被认为太过昂贵，因此加州在1950年代里获得了例外。2002年加州开始在它的高速公路上设立出口编号来控制支出，这包括州际公路、美国国道和州道。加利福尼亚州运输部在建造新高速公路或交叉口、重建、修复或者改善老高速公路和交叉口时添加出口牌号。一般这些编号标志被添加在已存标志的右上角。高速公路上的新标志也这样更新。尤其在农村地区大多数加利佛尼亚州州际公路出口现在有号码标记。2010年和2011年间伊利诺伊州收费公路局规定所有新标志必须与90号州际公路以及94号跨三州收费州际公路上的标志一致。这个规定也施用在88号州际公路上。
在大多数州出口号码与它们的英里里程数一致。但是在亚利桑那州的19号州际公路使用公里里程数来标志出口号码。原因是在这条公路建造的时候美国改用公制单位的运动正非常强烈。因此设计师误认为美国公路的里程数会改成公制。19号公路通过诺加利斯的街道间接连接10号州际公路与墨西哥联邦高速公路系统，这可能也是它使用公里里程的原因之一。双数号码的州际公路里程数从西向东数，单数号码的州际公路里程数从南向北数。
一些高速公路如纽约州高速公路使用序列式出口号码。纽约州高速公路的出口从揚克斯开始向北然后向西数。在纽约州里87号州际公路有3段这样编号。第一段是位于布朗克斯的快车道，它的出入口从1号到14号。87号州际公路的第2段是纽约州高速公路的一部分，它的出口从杨克斯（1号）开始向北到24号，然后向西称为90号州际公路，其出口编号从25号到61号。继续向北通往加拿大边境的87号州际公路的出口编号则重新从1到44号。这使得87号州际公路上有多个重复的出口，常常导致混淆。比如在87号州际公路上有两个4号出口，这两个出口之间间隔150英里距离。
许多东北部的州以数列给出口编号，不论这些出口之间间隔多少英里。康乃狄克州、特拉华州、新罕布什尔州、纽约州、罗德岛州和佛蒙特州都还有以数序编码出口的州际公路，纽约州的87号州际公路、88号州际公路和89号州际公路这三条主干道在州内完全是以数序编号出口的。缅因州、马萨诸塞州、宾夕法尼亚州、佛吉尼亚州、乔治亚州和佛罗里达州曾经使用数序编码方法，但是后来改为里程编码出口。乔治亚州是2000年重新编码的，缅因州2004年。賓州收費公路同时使用里程和数序两种编号。在路标上标志的是里程编号，数序编号则是内部使用的。紐澤西收費高速公路的部分段落同时也是95号和78号州际公路，这段公路上的出口是以数序编号的，而新泽西州内其它州际公路的出口则是以里程编号的。

### 标志位置
州际公路上有4个放标记的方法：
- 标志装在高速公路边地面上，一般装在公路右侧，标志出口以及公路服務區、加油站、休息、宿营等司机服务区以及公路名称
- 标志装在跨越路的桥上
- 装在横跨整个公路的龙门架上，往往显示多个标志
- 类似装在路边的标志装在跨越部分道股的半龙门架上

## 统计

### 車流量
- 最大路段：洛杉磯都會區的405號，每日約39萬輛次（2006年）[90]
- 最小路段：緬因州霍爾頓以北至美加邊境的95號，每日約2000輛次（2001年）[91]

### 地理位置
- 最北：5號、15號及29號的北端點（美加邊界，北緯49°），這些位置的所屬城鎮分別為布萊恩 (華盛頓州)、甜草鎮 (蒙大拿州)及潘比納 (北達科他州)。阿拉斯加州的州際公路位於更北，但尚未掛牌。
- 最南：H-1州際公路在東端點夏威夷州檀香山以西約半哩處（北緯21.3°）；美國本土最南端則為95號位於邁阿密的南端點（北緯25.8°）。
- 最東：95號北端，位於緬因州霍爾頓附近的美加邊境（西經67.8°）。
- 最西：H-1的西端點，位於卡波雷 (夏威夷州)（西經158.06°）；美國本土最西則為5號的狼溪 (奧勒岡州)路段。

### 高度
- 最高：70號，位於科罗拉多州洛磯山脈美洲大陆分水岭的艾森豪隧道，標高11,158英尺（3,400.96）[92]。
- 最低（陸地）：8號，位於希利 (加利福尼亞州)，標高−52英尺（−15.85）[92]。
- 最低（水底）：95號，馬里蘭州巴爾的摩麥亨利堡隧道，標高−107英尺（−32.61）[93]。

### 長度
- 东西向最長：90號，由西雅圖至波士頓，長3,099英里（4,987.36）[94][95]。
- 南北向最長：95號，由邁阿密至緬因州美加邊境，長1,927英里（3,101.21）[33][94]。
- 最短（含未掛牌）：878號，為878號紐約州州道的一部份，在甘迺迪國際機場旁。長0.7英里（1.13）。
- 最短（不含未掛牌）：375號，位於底特律市區。長1.06英里（1.71）。
- 主線最短：位于德克薩斯州拉雷多的69W号州际公路，总长1.69 mi（2.72 km）[96]
- 美國一級行政區內州際公路長度最长者：10号州际公路德克萨斯州段从新墨西哥州边境艾爾帕索到路易斯安那州边境奧蘭治，881 mi（1,418 km）
- 美國一級行政區內州際公路長度最短者：華盛頓特區，長0.11英里（0.18）。該路段為威爾遜總統紀念橋的一部份[95]
- 最长合道：80号州际公路和90号州际公路从印第安纳州加里到俄亥俄州伊利里亞，278.4 mi（448.0 km）[97]

### 寬度
- 最寬：75號位於亞特蘭大市區北部與285號交會口附近，計15車道。
- 最窄：93號位於新罕布夏州弗蘭科尼亞山峽州立公園路段與81號北端點千島大橋附近，均為二線道。

### 州
- 通过州数目最多的州际公路：通过15个州，加上华盛顿特区：95号州际公路，通过佛罗里达州、乔治亚州、南卡罗来纳州、北卡罗来纳州、佛吉尼亚州、华盛顿特区、马里兰州、特拉华州、宾西法尼亚州、新泽西州、纽约州、康乃狄克州、罗德岛州、马萨诸塞州、新罕布什尔州和缅因州[94]。
- 拥有最多州际公路的州：32条，纽约，共1,750.66 mi（2,817.41 km）[98]
- 拥有最后主干线州际公路的州：13条，伊利诺州[98]
- 州际公路长度最高的州： 3,233.45 mi（5,203.73 km）：德克萨斯州[94]
- 州际公路数目最少的州：3条：特拉华州、新墨西哥州、北达科塔州、波多黎各和罗德岛州[98]
- 主干线最少的州：1条：特拉华州、缅因州和罗德岛州[98]
- 里程数最少的州：40.61 mi（65.36 km）：特拉华州[98]

## 影响和批评
1956年联邦资助公路法案通过后旅客和货运铁路系统大幅度下降，但是卡车工业大幅度扩张，运输和旅行价格骤跌。郊区城市化成为现实，在郊区可以建造面积大、宽阔和需要汽车的房屋，这样的房屋在市中心很难实现。旅游业也大幅度扩展，产生更多加油站、旅店、饭店和游览区的需求。在冬季更多人长距离旅行去太陽帶，或者长久移居，因为他们依然可以方便地回故乡访问亲戚们。在边远地区没有被州际公路连接的小城市蒙受损失，因为商店移到州际公路边上，新的工厂也在州际公路附近开办。
尤其在公路不发达的南部这个系统有很强的影响。州际公路系统促使重工业转到南部，促进了基于南部的公司如沃尔玛和聯邦快遞的发展。
州际公路系统受批评因为它使得一些离它远的城市衰落，以及把市中心的少数人群市区迁移。州际公路系统也被指责通过在市区之间建造物理障碍加剧人种分离。其他人批评州际公路系统导致1950年代后美国公共交通的削弱。

## 书籍和文章
- Arcadi, Teal. . Modern American History. Vol. 5. 2022: 53–77. doi:10.1017/mah.2022.4 .
- Browning, Edgar A. . Icongrafix. 2011. ISBN 978-1-58388-277-1.
- Friedlaender, Ann Fetter. . Amsterdam: North-Holland Publishing. 1965. OCLC 498010.
- Hanlon, Martin D. . New York: Basingstoke. 1997. ISBN 978-0-312-12909-5.
- Lewis, Tom. . New York: Viking. 1997. ISBN 978-0-670-86627-4.
- Lichter, Daniel T.; Fuguitt, Glenn V. . Social Forces. Vol. 59 no. 2. December 1980: 492–512. JSTOR 2578033. doi:10.1093/sf/59.2.492.
- Rose, Mark H. . Knoxville: University of Tennessee Press. 1990. ISBN 978-0-87049-671-4.